# Curcuma
Curcuma es un género de alrededor de ochenta especies de la familia Zingiberaceae. Desde el descubrimiento del género Curcuma por Carlos Linneo en 1753 alrededor de ciento treinta especies han sido descritas.

## Especies
1. Curcuma aeruginosa Roxb., 1810
2. Curcuma albicoma S.Q.Tong, 1986
3. Curcuma albiflora Thwaites, 1861
4. Curcuma alismatifolia Gagnep., 1903
5. Curcuma amada Roxb., 1810
6. Curcuma amarissima Roscoe, 1826
7. Curcuma angustifolia Roxb., 1810
8. Curcuma aromatica Salisb., 1808
9. Curcuma attenuata Wall. ex Baker, 1890
10. Curcuma aurantiaca Zijp, 1915
11. Curcuma australasica Hook.f., 1867
12. Curcuma bakeriana Hemsl., 1892
13. Curcuma bicolor Mood y K.Larsen, 2001
14. Curcuma bhatii (R.M.Sm.) Skornick. y M.Sabu, 2005
15. Curcuma burttii K.Larsen y R.M.Sm., 1978
16. Curcuma caesia Roxb., 1810
17. Curcuma ceratotheca K.Schum., 1899
18. Curcuma chuanezhu Z.Y.Zhu, 1990
19. Curcuma chuanhuangjiang Z.Y.Zhu, 1990
20. Curcuma chuanyujin C.K.Hsieh y H.Zhang, 1990
21. Curcuma cochinchinensis Gagnep., 1907
22. Curcuma codonantha Skornick., 2003
23. Curcuma coerulea K.Schum., 1904
24. Curcuma colorata Valeton, 1918
25. Curcuma comosa Roxb., 1810
26. Curcuma coriacea Mangaly y M.Sabu, (1988 publ. 1989)
27. Curcuma decipiens Dalzell, 1850
28. Curcuma domestica Valeton, 1918, sin. Curcuma longa L.
29. Curcuma ecalcarata Sivar. y Balach., 1983
30. Curcuma euchroma Valeton, 1918
31. Curcuma ecomata Craib, 1912
32. Curcuma elata Roxb., 1820
33. Curcuma exigua N.Liu, 1987
34. Curcuma ferruginea Roxb., 1810
35. Curcuma flaviflora S.Q.Tong, 1986
36. Curcuma glans K.Larsen y Mood, 2001
37. Curcuma gracillima Gagnep., 1903
38. Curcuma grandiflora Wall. ex Baker, 1892
39. Curcuma haritha Mangaly y M.Sabu, 1993
40. Curcuma harmandii Gagnep., 1907
41. Curcuma heyneana Valeton y Zijp, 1917
42. Curcuma inodora Blatt., (1930 publ. 1931)
43. Curcuma karnatakensis Amalraj, 1991
44. Curcuma kudagensis Velay., Pillai y Amalraj, 1990
45. Curcuma kwangsiensis S.G. Lee y C.F. Liang, 1977
46. Curcuma lanceolata Ridley, 1907
47. Curcuma larsenii Maknoi y Jenjitt., 2006
48. Curcuma latiflora Valeton, 1913
49. Curcuma latifolia Roscoe, 1825
50. Curcuma leucorrhiza Roxb., 1810
51. Curcuma loerzingii Valeton, 1918
52. Curcuma longa L., 1753
53. Curcuma longispica Valeton, 1918
54. Curcuma malabarica Velay., Amalraj y Mural., 1990
55. Curcuma mangga Valeton y Zijp, 1917
56. Curcuma meraukensis Valeton, 1913
57. Curcuma mutabilis Skornick., M.Sabu y Prasanthk., 2004
58. Curcuma neilgherrensis Wight, 1853
59. Curcuma nilamburensis Velay. et al., 1994
60. Curcuma oligantha Trimen, 1885
61. Curcuma ornata Wall. ex Baker, 1890
62. Curcuma parviflora Wall., 1830
63. Curcuma parvula Gage, 1905
64. Curcuma peethapushpa Sasidh. y Sivar., (1988 publ. 1989)
65. Curcuma petiolata Roxb., 1820
66. Curcuma phaeocaulis Valeton, 1918
67. Curcuma pierreana Gagnep., 1907
68. Curcuma plicata Wall. ex Baker, 1890
69. Curcuma porphyrotaenia Zipp. ex Span., 1841
70. Curcuma prakasha S.Tripathi, (2001 publ. 2002)
71. Curcuma pseudomontana J.Graham, 1839
72. Curcuma purpurascens Blume, 1827
73. Curcuma purpurea Blatt., (1930 publ. 1931)
74. Curcuma raktakanta Mangaly y M.Sabu, (1988 publ. 1989)
75. Curcuma reclinata Roxb., 1810
76. Curcuma rhabdota Sirirugsa y M.F.Newman, 2000
77. Curcuma rhomba Mood y K.Larsen, 2001
78. Curcuma roscoeana Wall., 1829
79. Curcuma rubescens Roxb., 1810
80. Curcuma rubrobracteata Skornick., M.Sabu y Prasanthk., 2003
81. Curcuma sattayasaii Chaveer. y Sudmoon, 2008
82. Curcuma sichuanensis X.X.Chen, 1984
83. Curcuma singularis Gagnep., 1907
84. Curcuma sparganiifolia Gagnep., 1903
85. Curcuma stenochila Gagnep., 1903
86. Curcuma strobilifera Wall. ex Baker, 1890
87. Curcuma sulcata Haines, 1923
88. Curcuma sumatrana Miq., 1861
89. Curcuma sylvatica Valeton, 1918
90. Curcuma thalakaveriensis Velay. et al., 1991
91. Curcuma thorelii Gagnep., 1907
92. Curcuma trichosantha Gagnep., 1907
93. Curcuma vamana M. Sabu y Mangaly, (1987 publ. 1988)
94. Curcuma vellanikkarensis Velay. et al., 1994
95. Curcuma wenyujin Y.H.Chen y C.Ling, 1981
96. Curcuma wenchowensis Y.H.Chen y C.Ling, 1975
97. Curcuma xanthorrhiza Roxb., 1820: temu lawak
98. Curcuma yunnanensis N.Liu y S.J.Chen, 1987
99. Curcuma zedoaria (Christm.) Roscoe, 1807: tamoilán de Filipinas[1]
100. Curcuma zedoaroides Chaveer. y T.Tanee, 2008

## Galería

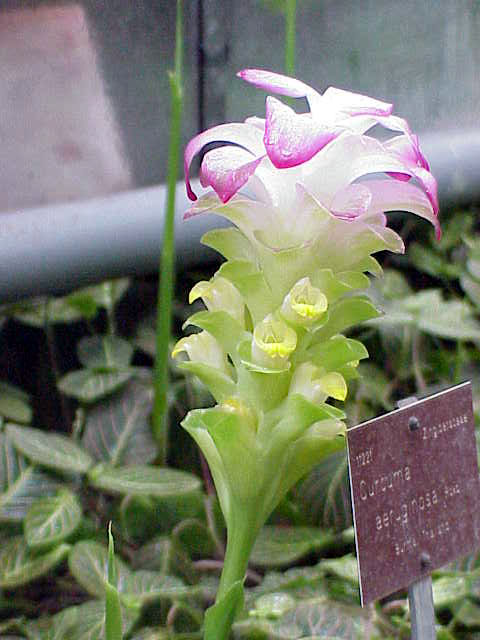
Curcuma aeruginosa
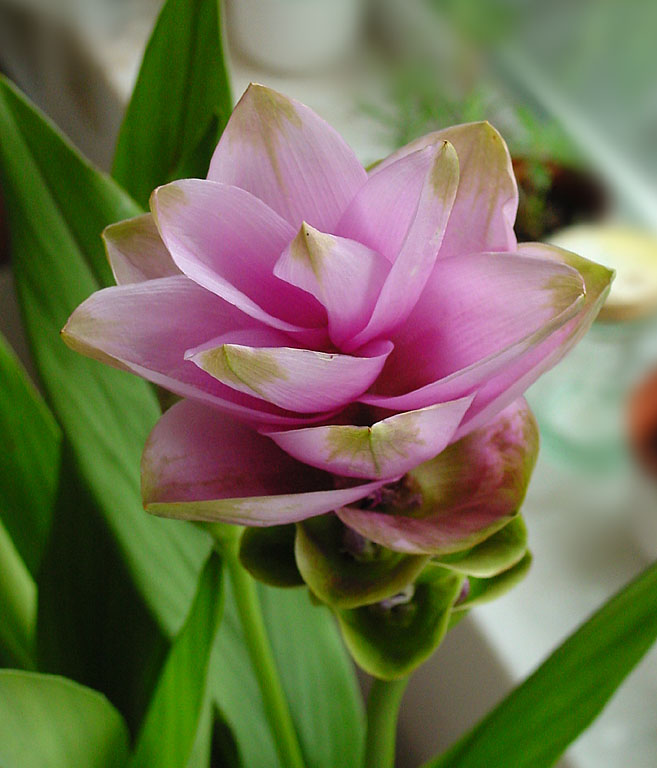
Curcuma alismatifolia
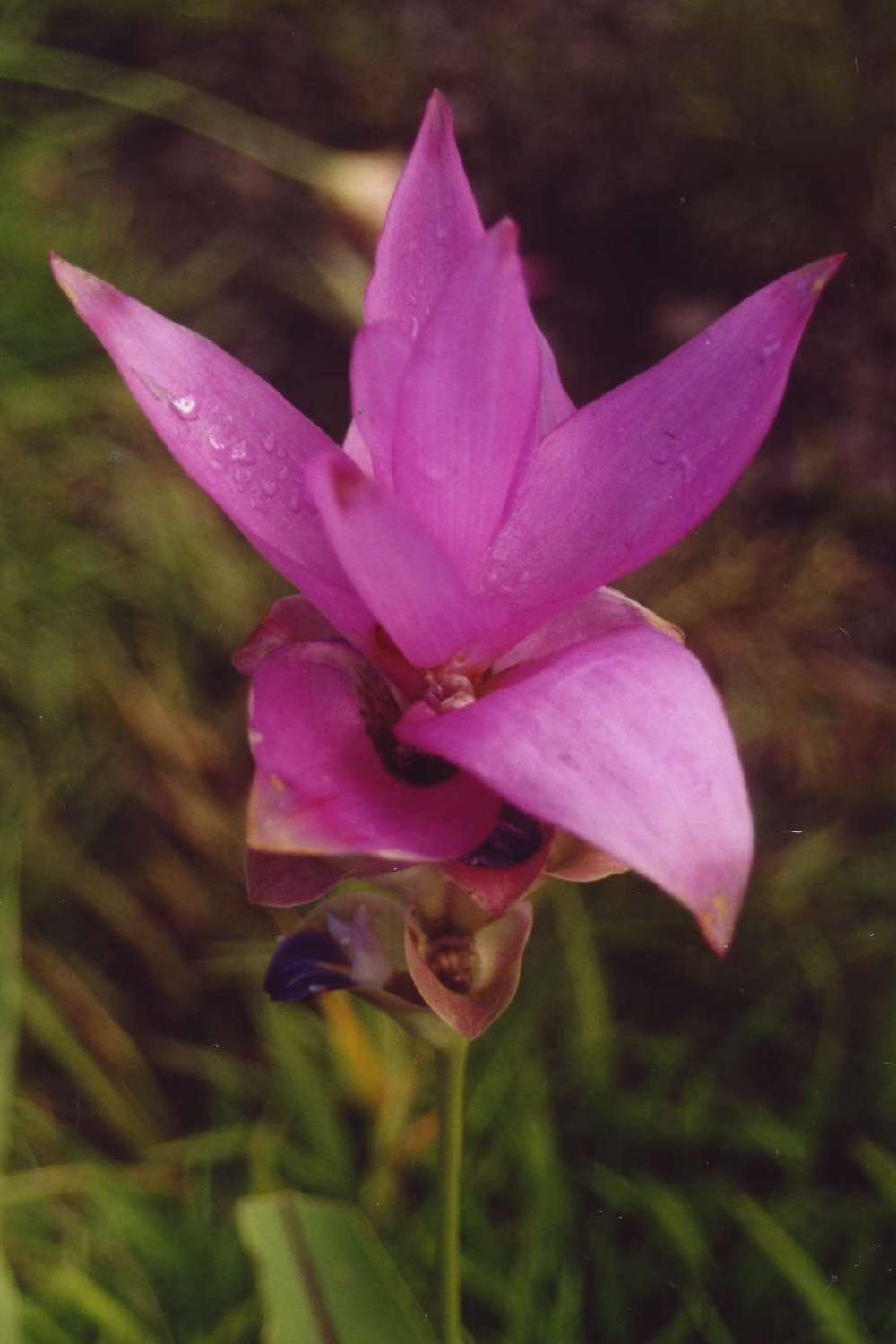
Curcuma alismatifolia